# Stellaria poeppigiana
Stellaria poeppigiana là loài thực vật có hoa thuộc họ Cẩm chướng. Loài này được Rohrbach miêu tả khoa học đầu tiên.